# Leptotrichum euphorocladum
Leptotrichum euphorocladum là một loài rêu trong họ Ditrichaceae. Loài này được Müll. Hal. Mitt. mô tả khoa học đầu tiên năm 1859.